# 楊朝棟
楊朝棟（？—1661年），鄭成功部將，明鄭承天府開府後的首任府尹，因剋扣軍糧，連同家屬遭鄭成功誅殺。

## 生平
楊朝棟為鄭成功部將，本名曹文龍。本於鄭彩麾下任部將，1650年投靠鄭成功，並因累功至五軍戎政。1661年，鄭成功欲攻荷時，楊朝棟力排眾議，極度贊成。鄭成功攻佔台江內海後，特任命其承天府首任府尹。他也是東寧首位地方知府。十二月，他因剋扣軍糧，連同家屬遭鄭成功誅殺。